# 道丁系統

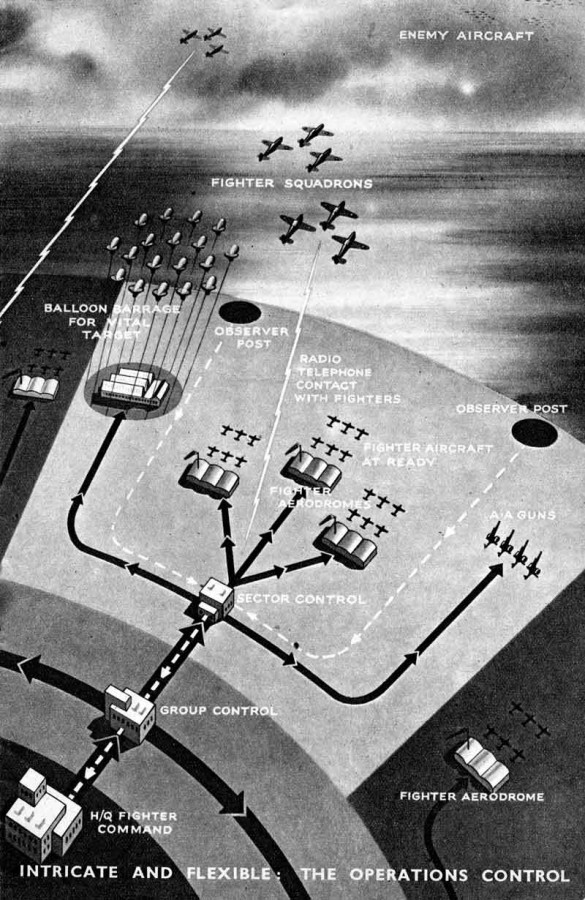
這幅圖解展示出道丁傳報鏈往標示的扇形戰區。皇家觀測團的報告通過扇形戰區管控部門流回給戰鬥機司令部總部; 此圖沒有展示雷達，當這一圖解發佈時，雷達仍然是官方機密。然後，通報從戰鬥機司令部總部回流給聯隊管控部，情報在聯隊之間下流到各扇形戰區，然後流向各防衛陣線。

道丁系統是世界上第一個廣域地面管控攔截雷達網，監控從蘇格蘭北部到英格蘭南部海岸的英國領空。它使用分布廣泛的專用固網電話線路快速從本土鏈雷達探測站和皇家觀測團收集資訊，以建立整個英國領空的單一圖像，然後直接指示攔截機和高射砲對抗敵方目標。該系統由英國皇家空軍在第二次世界大戰開戰前建造，並在不列顛戰役中發揮了決定性的作用。
道丁系統是在測試證明在防空情報過時之前，向戰鬥機傳遞信息存在問題後開發的。英國皇家空軍戰鬥機司令部指揮官，空軍上將休·道丁通過使用分層傳報鏈解決了該問題。情報被發送到賓利修道院皇家空軍基地的戰鬥機司令部總部（FCHQ）的中央過濾室，並用於準備戰鬥的地圖上。然後將地圖的詳細資訊轉發給聯隊和扇形戰區的指揮部，操作員在那裡重新製作了涵蓋其防空區域比例的地圖。指揮官可以通過查看地圖決定如何快速，而不混亂地部署他們的部隊。命令僅從中隊的扇區管控室傳遞給飛行員，通常位於戰鬥機的作戰基地。
道丁系統被認為是英國皇家空軍在不列顛戰役期間成功對抗納粹德國空軍的關鍵。結合早期預警和迅速散佈信息起到了力量加乘的作用，使戰鬥機部隊能夠以極高的效率使用。在戰前時期，30%至50%的攔截率已經被認為是極好的; 這亦意味著超過一半的戰鬥機出動架次在沒有遭遇敵機的情況下返航。在戰役期間，平均攔截成功率約為90%，並且有幾次攔截空襲的成功率為100%。 由於缺乏自己的方位系統，德國空軍戰鬥機對英國皇家空軍戰鬥機的位置知之甚少，而且經常在從未遇見過他們的情況下返航基地。當他們這樣做時，英國皇家空軍戰鬥機幾乎總是處於有利位置。
儘管不列顛戰役的許多歷史記載都評論了雷達的作用，但只有雷達與道丁系統相結合運用，雷達才真正有所效用。溫斯頓·邱吉爾並沒有忘記這一點，他指出：
若非有這個在戰前設計和建造的系統，颶風和噴火的一切優勢都是徒勞的。它是在不屈不撓的行動中塑造和完善的，現在所有的東西都融合在一起，形成了一個最複雜的戰爭工具，而世界上沒有這樣的工具存在過。

### 引文
1. ↑  Gough 1993，第4頁.
2. ↑  Westley 2010.
3. ↑  Ministry 1941，The British Fighter Force on Guard.
4. ↑  . Time. 28 February 1949: 47.

### 文獻
- Bowen, Edward George. . CRC Press. 1998. ISBN 978-0-7503-0586-0.

- Bungay, Stephen. . Zenith Press. 2010. ISBN 978-0-7603-3936-7.[]

- Burns, Russell. . Transactions of the Newcomen Society. 2006, 76 (2): 221–234. S2CID 108454463. doi:10.1179/037201806X119822.
- Coakley, Thomas. . DIANE Publishing. 1992  [2021-11-24]. ISBN 978-0-7881-0825-9. （原始内容存档于2022-04-07）.

- Corrigan, R.  (PDF). GikII 2008. University of Edinburgh School of Law. September 2008  [11 January 2014]. （原始内容 (PDF)存档于23 August 2012）.

- Gough, Jack. . Her Majesty's Stationery Office. 1993. ISBN 978-0117727236.

- . Ministry of Information on behalf of the Air Ministry. 1941  [2021-11-24]. OCLC 5245114. （原始内容存档于2021-11-24） –Marshall Stelzriede's Wartime Journal.

- Ramsay, Winston (编).  Mk V. London: Battle of Britain Prints International. 1989. ISBN 978-0-900913-46-4.

- Watson, Jr., Raymond C., , Trafford Publishing, 2009  [2021-11-24], ISBN 9781426991561, （原始内容存档于2022-05-12）
- Westley, Max. . Duxford Radio Society Journal. Autumn–Winter 2010  [2021-11-24]. （原始内容存档于2014-01-11）.

- Zimmerman, David. . Sutton. 2001. ISBN 978-0-7509-1799-5.

- Zimmerman, David. . Goldman, Emily  (编). . Routledge. 2013  [2021-11-24]. ISBN 978-1-136-82779-2. （原始内容存档于2022-05-24）. First published in: Zimmerman, David. . Journal of Strategic Studies. 2004, 27 (2): 370–394. S2CID 153613073. doi:10.1080/0140239042000255968.

### 延伸閲讀
- . The Association of RAF Fighter Control Officers.   [19 September 2021]. （原始内容存档于2022-07-16）.

- . Battle of Britain 70th Anniversary. Royal Air Force.   [11 January 2014]. （原始内容存档于18 January 2013）.

## 外部鏈結
- The Filter Room - WW2 - Radar Command （页面存档备份，存于）, World War II film on the role of the Filter Room.